# Ратови звезда: Отпор
Ратови звезда: Отпор (енгл. Star Wars Resistance) америчка је 3Д анимирана серија. Серија је инспирисана јапанским аниме и користи сел хедед изглед. Прати Казуду Хијоно, пилота Нове Републике који је регрутован од стране Отпора да би шпијунирао растућу претњу Првог Реда. Серија почиње шест месеци пре Буђења силе и прелази преко њега на крају прве сезоне.
Серија је премијерно емитована од 7. октобра 2018. до 26. јануара 2020. године на Дизни каналу и касније на Дизни Екс-Дију у САД и широм света. Дванаест кратких епизода приказане су на Дизни каналу и Јутјубу у децембру 2018. године.